# Embarquement immédiat pour Noël

Embarquement immédiat pour Noël (The Flight Before Christmas) est un téléfilm américain réalisé par Peter Sullivan diffusé le 5 décembre 2015 sur Lifetime .

## Synopsis
Le vol pour Boston de Stéphanie et Michael est forcé d’atterrir à une autre destination pendant les fêtes de fin d’année. En raison de la forte affluence à cette époque de l’année ils vont devoir partager une chambre, le tout organisé par le père Noël.

## Distribution
- Mayim Bialik (VF : Vanina Pradier) : Stephanie Michelle Hunt
- Ryan McPartlin (VF : Stéphane Pouplard) : Michael Nolan
- Reginald VelJohnson (VF : Thierry Murzeau) : Joe
- Candice Azzara (VF : Blanche Ravalec) : Debbie
- Carol Mack : Dolores
- Jo Marie Payton (VF : Frédérique Cantrel) : Marie
- Michael C. Mahon (VF : Achille Orsoni) : Noël
- Roxana Ortega (VF : Véronique Picciotto) : Kate
- Gib Gerard (VF : Benjamin Gasquet) : Brian
- Trilby Glover (en) (VF : Caroline Victoria) : Courtney Carson
- Rob Mathes (VF : Xavier Béja) : Sean[1],[2]